# Тіанептин
Тіанептин — синтетичний лікарський засіб, що належить до групи трициклічних антидепресантів, для перорального застосування. Тіанептин уперше синтезований у Франції у 60-х роках ХХ століття та випускається компанією Servier під торговельною маркою «Коаксил».

## Фармакологічні властивості
Тіанептин — синтетичний психотропний препарат, який за своєю хімічною структурою належить до атипових трициклічних антидепресантів. Препарат має тимоаналептичну, анксіолітичну і знеболюючу дію. По механізму дії тіанептин відрізняється від інших трициклічних антидепресантів. Є інгібітором натрій-залежного транспортеру серотоніну та в меншій мірі інгібітором 5-гідрокситриптамінового рецептору 1А, стимулює поглинання серотоніну (5-HT) та 5-гідроксиіндолоцтової кислоти (5-HIAA) у тканині мозку. В останніх дослідженнях було виявлено, що тіанептин діє як повний агоніст μ опіоїдних рецепторів (MOR) і його дія зумовлена модуляцією цих рецепторів. Також сучасні дослідження виявили модулюючі впливи тіанептину на рецептори глутамату (наприклад AMPA та NDMA), на глутамінергічну активність у мигдалині та гіпокампі, вивільнення нейротрофічного фактора мозку (BDNF), що може пояснювати його антидепресивну й протитривожну активність і вплив на пластичність нейронів. Додатково встановлено, що тіанептин є слабким агоністом рецептора дофаміну D3. У початкових експериментальних роботах показано добру переносимість тіанептину. У дослідженнях показана здатність попереджувати атрофію дендритів пірамідних клітин, покращення настрою, зменшення загальмованості, ефективність при різних типах депресії. Показана ефективність тіанептину при клімактеричній депресії у жінок. Тіанептин виявився ефективним у лікуванні алкоголізму та героїнової залежності. Іноді тіанептин використовується для зменшення синдрому відміни від опіоїдів. Категорично забороняється вживати алкоголь під час лікування.

### Фармакодинаміка
Тіанептин добре всмоктується у шлунку, біодоступність препарату — 99 %. Тіанептин добре зв'язується з білками плазми крові (на 94 %). Препарат добре розподіляється у тканинах та рідинах організму. Тіанептин проходить через гематоенцефалічний бар'єр, згідно з експериментальними даними, може проходити через плацентарний бар'єр і виділятися в грудне молоко. Препарат метаболізується в печінці з утворенням неактивних метаболітів. Тіанептин виводиться з організму нирками в основному у вигляді метаболітів, частково в незміненому вигляді. Період напіввиведення препарату складає 2,5 години. Цей час не змінюється при печінковій недостатності, при нирковій недостатності період напіввиведення може зростати до 3,5 годин.

## Показання до застосування
Тіанептин використовується для лікування таких захворювань, як: великий депресивний розлад, депресивні стани різного ступеня тяжкості (у тому числі у пацієнтів з гострим інфарктом міокарда та у людей похилого віку), депресивна фаза біполярного розладу, дисфорична (буркотлива, дистимічна) депресія, депресія з нав'язливостями (обсесивна), при ремісіях ОКР та панічних атаках, тривожна (ажитована) депресія, тяжкі та резистентні форми депресій, терапія дистимії та дисфоричної депресії, терапія істеричної депресії, базова терапія невротичних депресій, терапія органічних, у тому числі судинних, депресій, тривожні, невротичні, пов'язані зі стресом та соматоформні розлади.

## Дослідження ефективності
8-тижневе плацебо-контрольоване дослідження ефективності тіанептину в дозі 25-50 мг у пацієнтів похилого віку з рецидивуючим великим депресивним розладом показало, що тіанептин покращує симптоми депресії, що оцінювалося за загальним показником HDRS17 у вигляді абсолютної зміни від вихідного рівня до 8-го тижня та відповіді на терапію у 46,7 % пацієнтів.

## Побічна дія
При застосуванні тіанептину можливі наступні побічні ефекти:
- Порушення обміну речовин та метаболізму: часто — анорексія, частота невідома — гіпонатріємія.
- Психічні розлади: часто — жахливі сновидіння, нечасто — залежність.
- Неврологічні розлади: часто — безсоння, денна сонливість, запаморочення, головний біль, непритомність, тремор; частота невідома — екстрапірамідні порушення, дискінезія, зниження концентрації уваги.
- Кардіальні порушення: часто — тахікардія, екстрасистолія, біль за грудиною.
- Судинні розлади: часто — відчуття жару.
- З боку дихальної системи: часто — задишка.
- Шлунково-кишкові розлади: часто — біль в епігастрії, біль в животі, сухість у роті, нудота, блювання, запор, метеоризм.
- З боку шкіри та підшкірної клітковини: нечасто — еритематозні та макулопапульозні висипання, свербіж, кропив'янка.
- З боку опорно-рухової системи: часто — біль у м'язах, біль у поперековій ділянці.
- Загальні розлади: часто — астенія, відчуття «клубка» у горлі.
- З боку гепатобіліарної системи: частота невідома — підвищення рівня печінкових ферментів, гепатит, у виняткових випадках — тяжкий.

## Протипокази
Тіанептин протипоказаний при підвищеній алергічній чутливості до препарату, при вагітності та годуванні грудьми, дітям до 15 років. Тіанептин не застосовують одночасно з інгібіторами моноамінооксидази.

## Форми випуску
Тіанептин випускається у вигляді таблеток по 0,125 г.

## Немедичне застосування
У разі тривалого застосування у високих дозах, які значно перевищують рекомендовані лікарем, існує ризик того, що тіанептин може викликати звикання і подальшу залежність. Повідомлялося про появу симптомів відміни, включаючи депресію, занепокоєння, порушення сну, пітливість, діарею, тремор, головний біль і тахікардію після тривалого зловживання високими дозами. Повідомлялося про випадки внутрішньовенного введення подрібнених таблеток препарату, які були зафіксовані в основному на території Російської Федерації. Внутрішньовенне введення тіанептину викликає гостру токсичність, а також може призвести до смерті. Крім того, при внутрішньовенному введенні тіанептину можливий розвиток ретинопатії, що супроводжується важким ураженням сітківки очей з несприятливим прогнозом. Таблетки тіанептину містять діоксид кремнію, який погано розчинається у воді і при спробах відфільтрувати розчин, оскільки піщинки дуже малі, вони проникають через фільтри в розчин, що згодом спричиняє закупорку капіляр, подальші трмобози, емоболії та важкі некрози. При випадковому підшкірному введені розчину спостерігається некроз м'язів, при внутрішньоартеріальному введенні розвиваються тромбози артерій з розвитком гангрени кінцівок. При тривалому пероральному застосуванні тіанептину розвивається пришийковий карієс зубів. Огляд літератури, проведений у 2018 році, виявив 25 статей про 65 пацієнтів зі зловживанням тіанептином або залежністю від нього. Обмежені дані показали, що більшість пацієнтів були чоловіками у віці від 19 до 67 років. Шляхи введення включали пероральний, внутрішньовенний та інгаляційний. У 15 розглянутих випадках передозування зафіксовано 9 смертельних випадків, а добові дози тіанептину коливалася від 50 мг/день до 10 г/день.